# Kbely
Kbely (německy Kbel) jsou městská čtvrť a katastrální území Prahy, tvořící území městské části Praha 19 (dřívější název Praha-Kbely). Je zde evidováno 78 ulic a 1043 adres. Žije zde přes sedm tisíc obyvatel.
Na území Kbel se nachází vojenské letiště Kbely a menší částí svého areálu sem zasahuje také letiště Letňany.

## Pamětihodnosti

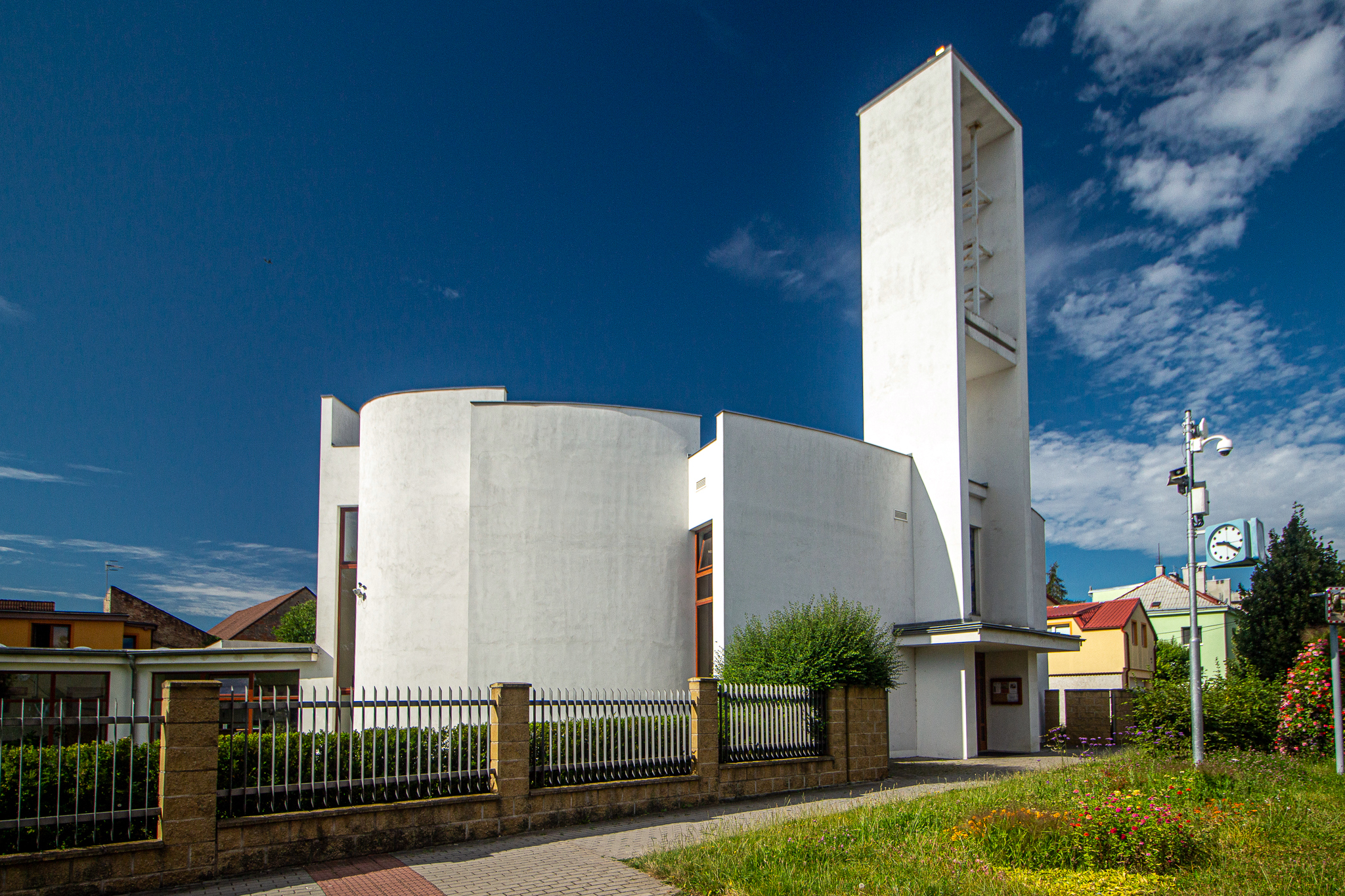
Kostel svaté Alžběty Durynské

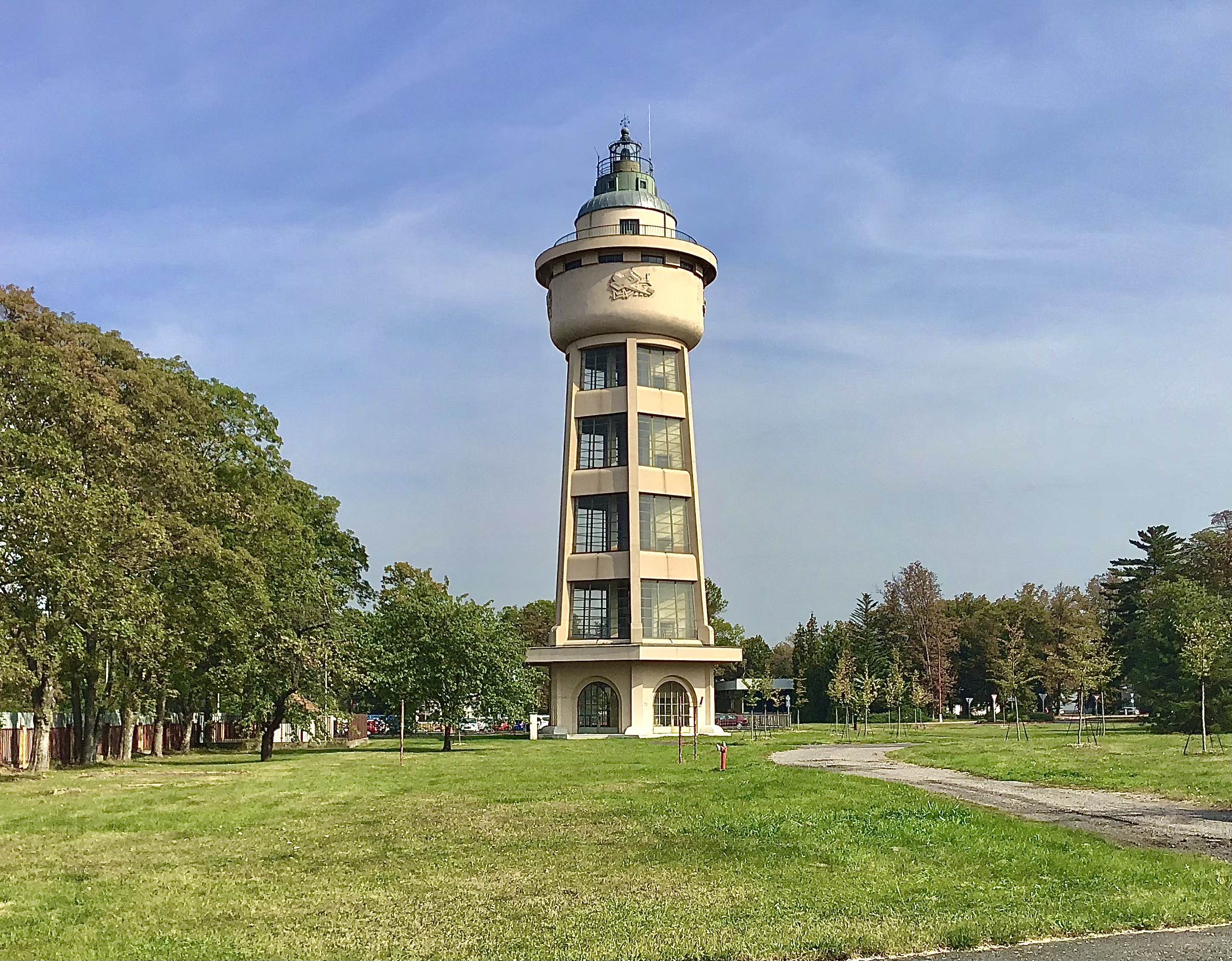
Kbelský maják

Nacházela se zde tvrz, ta zanikla během třicetileté války, do roku 1648.
Na území Kbel pak bylo v letech 1674–1690 postaveno osm výklenkových kaplí Svaté cesty z Prahy do Staré Boleslavi, vyznačujících, kudy bylo tělo knížete Václava převáženo 4. března 932 (nebo 938) ze Staré Boleslavi na Pražský hrad. Dvě kaple byly strženy během normalizace po roce 1970. Ke čtyřem ze zbývajících byly v letech 2012–2014 zhotoveny informační tabule jako součást naučné stezky. V roce 2018 byla poblíž ulice Vrchlabská jedna kaplička znovu vystavěna, další je plánovaná u vlakové zastávky.
Další pamětihodností byl Družstevní pivovar Kbely, v centru v parku u vodní nádrže, zbořený po roce 1962.

## Zajímavosti

Kbelský maják ve znaku Prahy 19

- Nachází se zde letiště Kbely a Letecké muzeum Kbely s památkově chráněnou věží, která sloužila jako vodojem a letecký maják zároveň.[5] Tato věž je zobrazena i na (heraldicky) pravé straně znaku městské části; na jeho levé straně jsou modrobílé vodorovné pruhy.
- Kbelské letiště je první plnohodnotné letiště založené po první světové válce na českém území: vzniklo během listopadu a prosince 1918. Letiště ve Kbelích od roku 1921 do roku 1931 pravidelně navštěvoval prezident republiky Tomáš Garrigue Masaryk.
- Dne 18. května 1923 ze stanu ve Kbelích poprvé vysílal Radiojournal.[6]